# Logny-lès-Aubenton
Logny-lès-Aubenton est une commune française située dans le département de l'Aisne, en région Hauts-de-France.

## Géographie
- 1Carte dynamique
- 2Carte OpenStreetMap
- 3Carte topographique
- 4Carte avec les communes environnantes

Logny-lès-Aubenton est située sur la rive gauche du Thon.

### Communes limitrophes

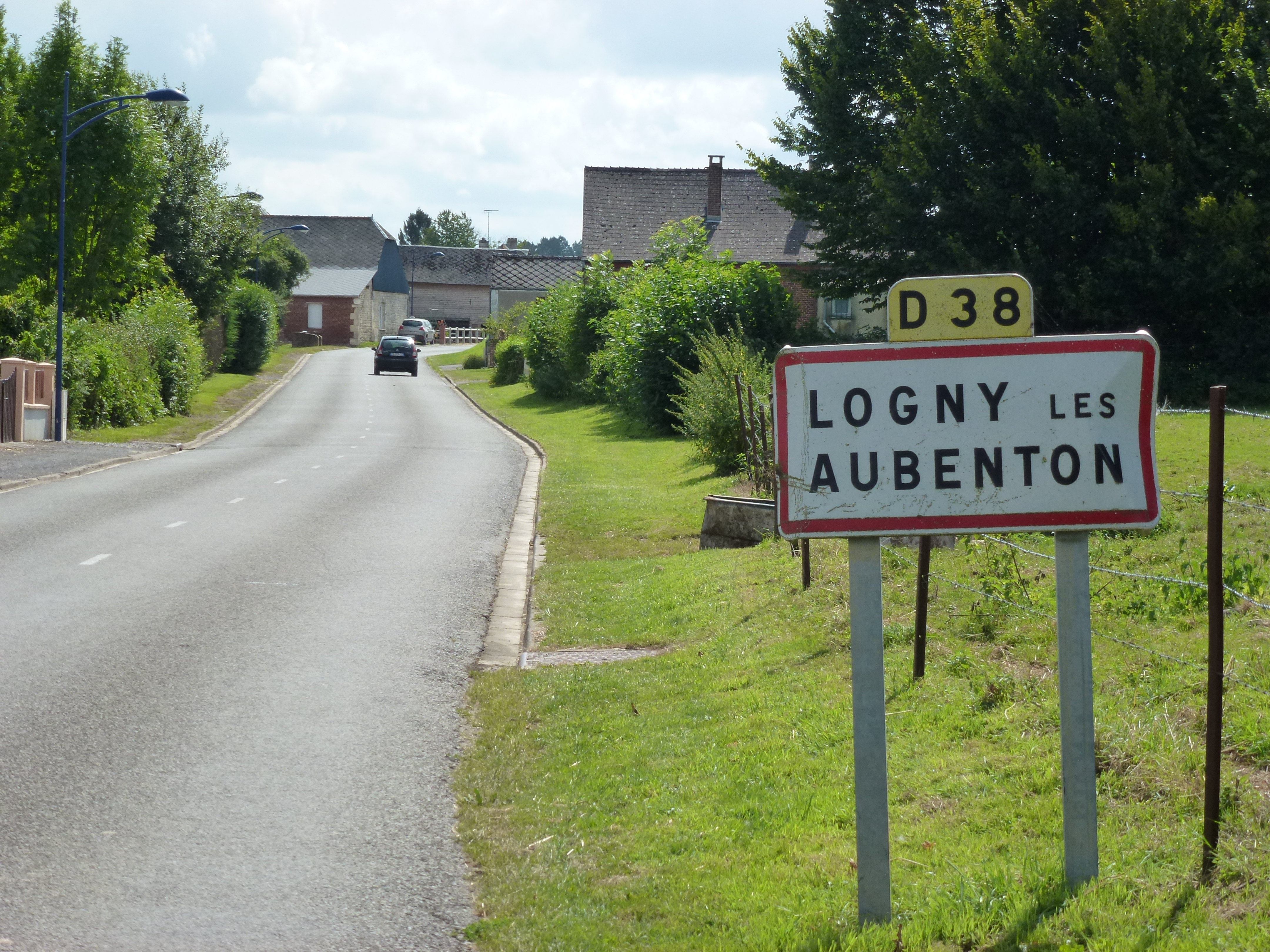
Entrée de Logny.
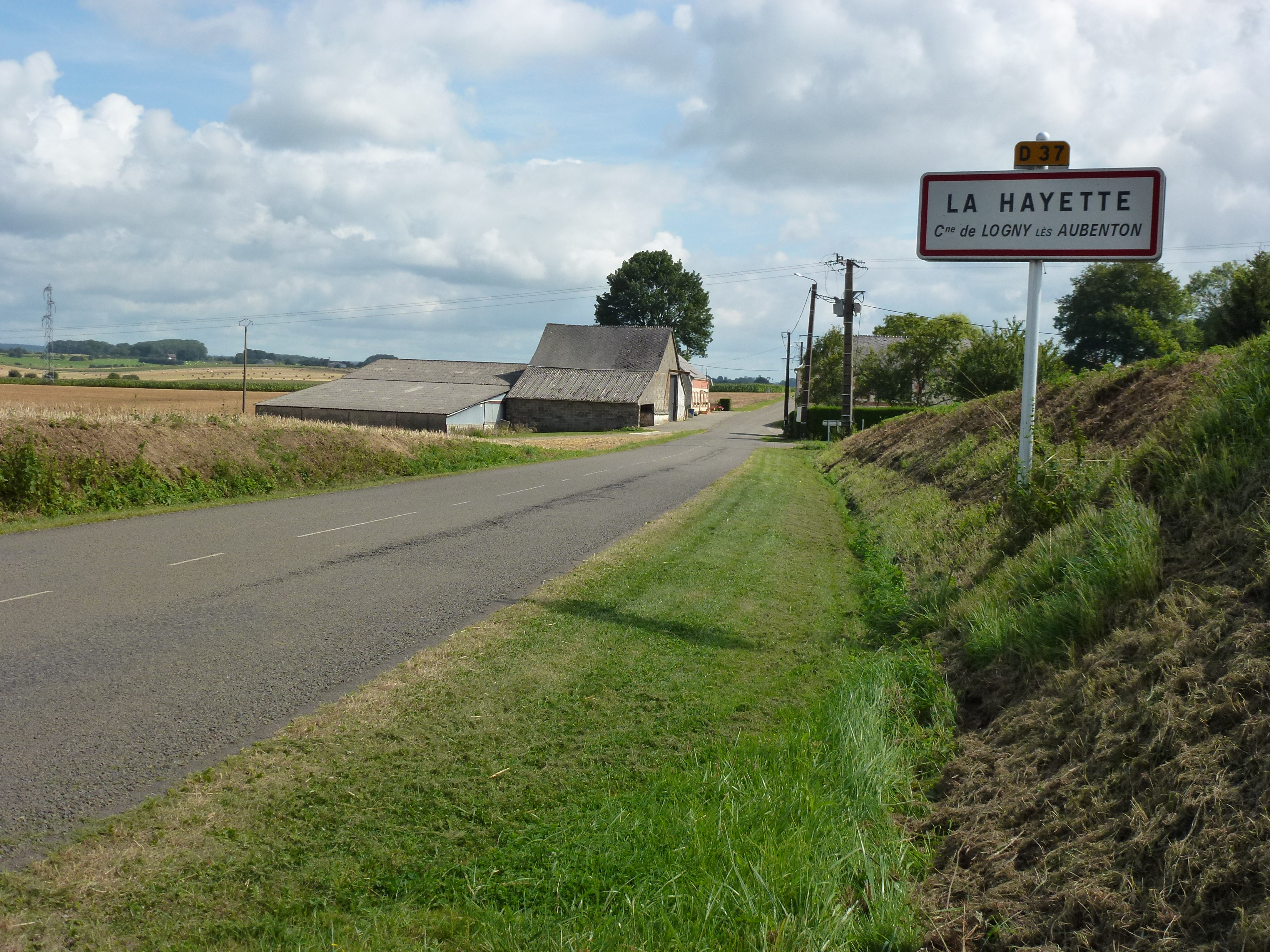
Entrée du hameau de la Hayette.

### Hydrographie
La commune est située dans le bassin Seine-Normandie. Elle est drainée par le Ton, le ruisseau du Moulin de Mont Saint-Jean, le cours d'eau 01 de la commune de Logny-les-Aubenton, le cours d'eau 01 de la commune de Mont-Saint-Jean, le cours d'eau 01 de la Gorge du Moulin, le cours d'eau 05 de la commune de Logny-les-Aubenton, le fossé 03 de la commune de Logny-les-Aubenton et le fossé 06 de la commune de Logny-les-Aubenton,,.
Le Ton, d'une longueur de 56 km, prend sa source dans la commune d'Auvillers-les-Forges et se jette  dans l'Oise (rive gauche) à Étréaupont, après avoir traversé 15 communes.

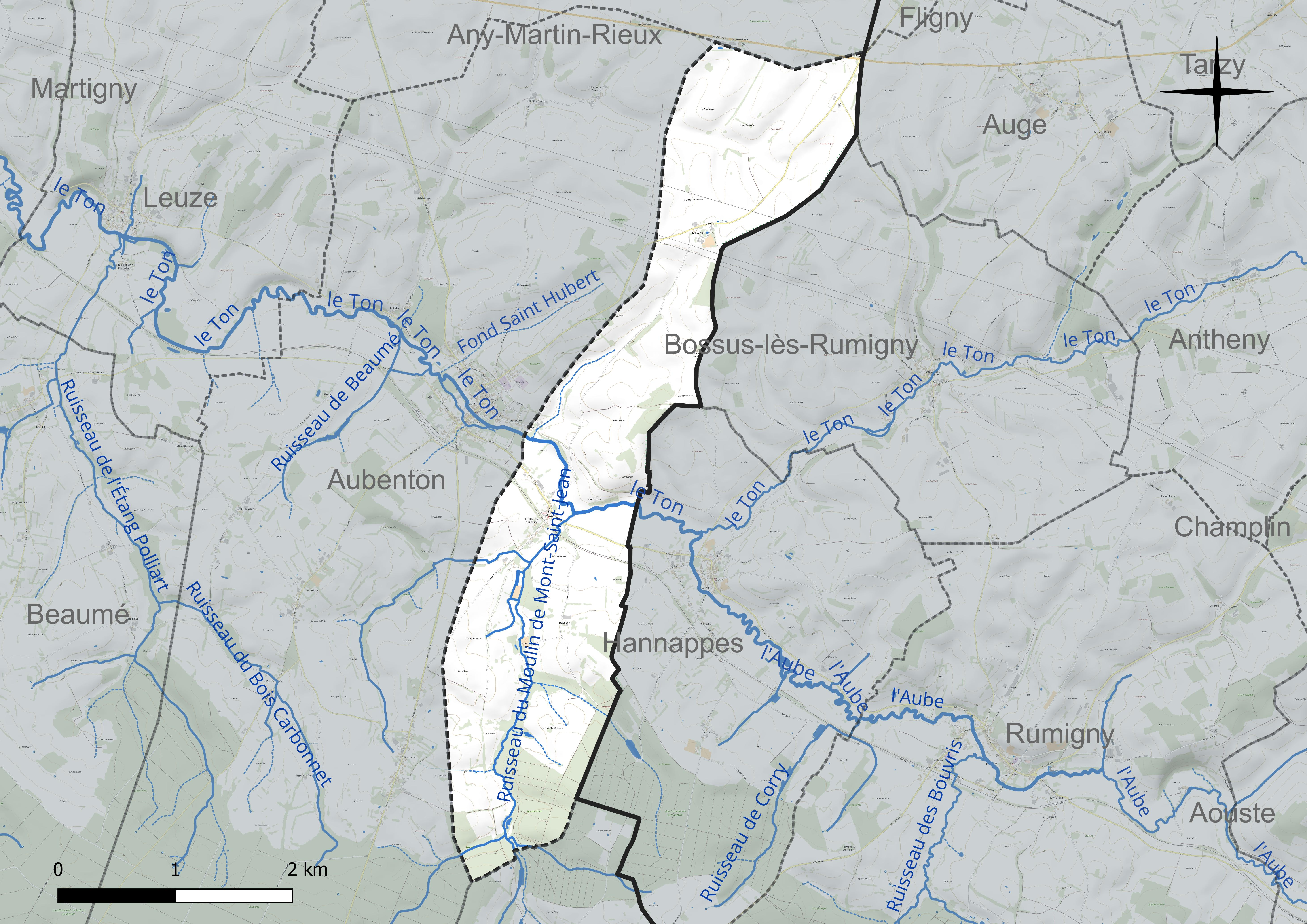
Réseau hydrographique de Logny-lès-Aubenton.

### Climat
Pour des articles plus généraux, voir Climat des Hauts-de-France et Climat de l'Aisne.
En 2010, le climat de la commune est de type climat des marges montargnardes, selon une étude du CNRS s'appuyant sur une série de données couvrant la période 1971-2000. En 2020, Météo-France publie une typologie des climats de la France métropolitaine dans laquelle la commune est exposée à un climat océanique altéré et est dans la région climatique Nord-est du bassin Parisien, caractérisée par un ensoleillement médiocre, une pluviométrie moyenne régulièrement répartie au cours de l'année et un hiver froid (3 °C).
Pour la période 1971-2000, la température annuelle moyenne est de 9,7 °C, avec une amplitude thermique annuelle de 15,4 °C. Le cumul annuel moyen de précipitations est de 926 mm, avec 13,2 jours de précipitations en janvier et 9,6 jours en juillet. Pour la période 1991-2020, la température moyenne annuelle observée sur la station météorologique la plus proche, située sur la commune de Signy-l'Abbaye à 21 km à vol d'oiseau, est de 10,2 °C et le cumul annuel moyen de précipitations est de 1 060,5 mm,. Pour l'avenir, les paramètres climatiques de la commune estimés pour 2050 selon différents scénarios d'émission de gaz à effet de serre sont consultables sur un site dédié publié par Météo-France en novembre 2022.

## Urbanisme

### Typologie
Au 1er janvier 2024, Logny-lès-Aubenton est catégorisée commune rurale à habitat très dispersé, selon la nouvelle grille communale de densité à 7 niveaux définie par l'Insee en 2022.
Elle est située hors unité urbaine. Par ailleurs la commune fait partie de l'aire d'attraction d'Hirson, dont elle est une commune de la couronne,. Cette aire, qui regroupe 26 communes, est catégorisée dans les aires de moins de 50 000 habitants,.

### Occupation des sols
L'occupation des sols de la commune, telle qu'elle ressort de la base de données européenne d'occupation biophysique des sols Corine Land Cover (CLC), est marquée par l'importance des territoires agricoles (86,1 % en 2018), une proportion identique à celle de 1990 (86,1 %). La répartition détaillée en 2018 est la suivante : 
terres arables (50,8 %), prairies (35,3 %), forêts (10,9 %), zones urbanisées (3 %).
L'évolution de l'occupation des sols de la commune et de ses infrastructures peut être observée sur les différentes représentations cartographiques du territoire : la carte de Cassini (XVIIIe siècle), la carte d'état-major (1820-1866) et les cartes ou photos aériennes de l'IGN pour la période actuelle (1950 à aujourd'hui).

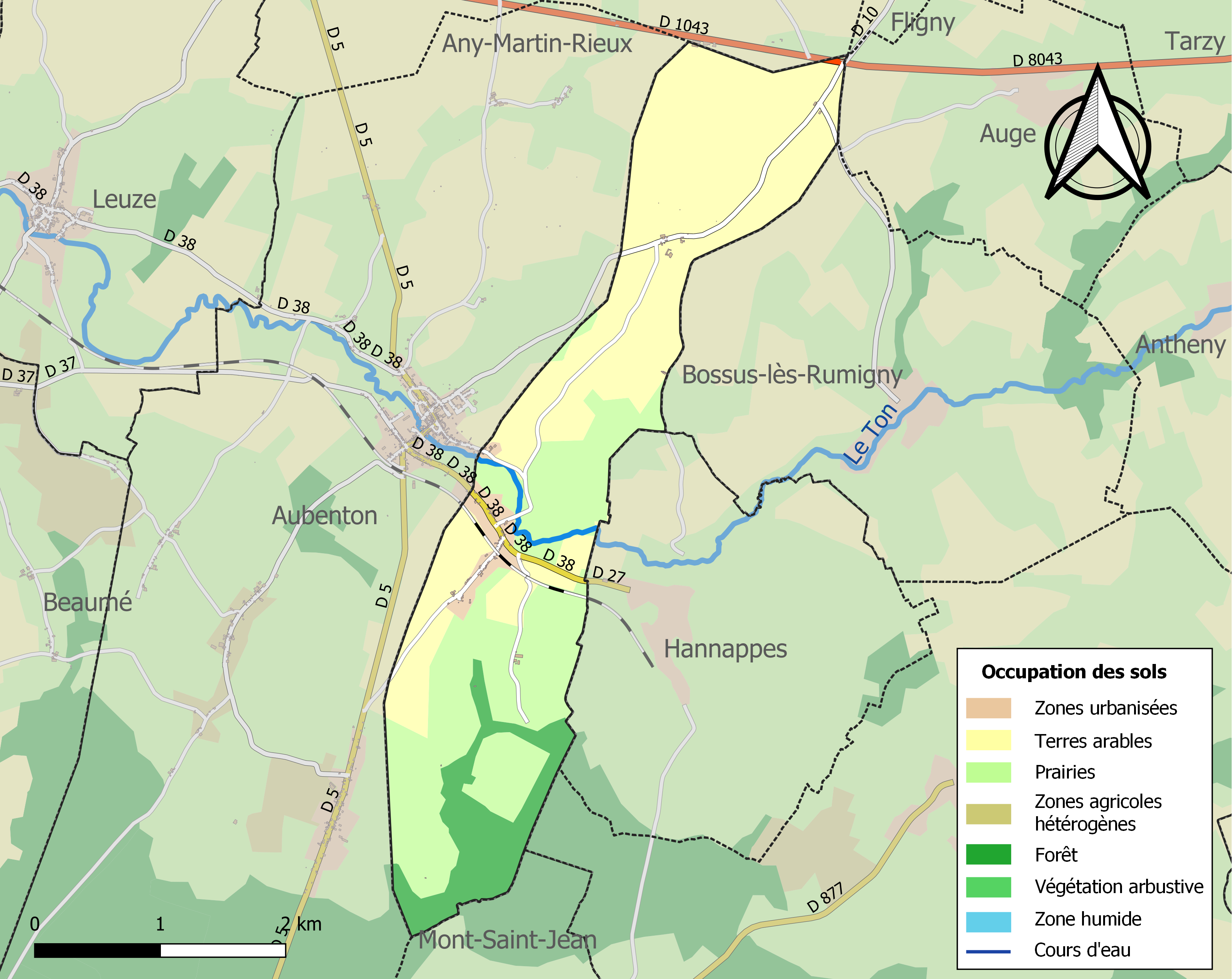
Carte de l'occupation des sols de la commune en 2018 (CLC).

### Voies de communication et transports

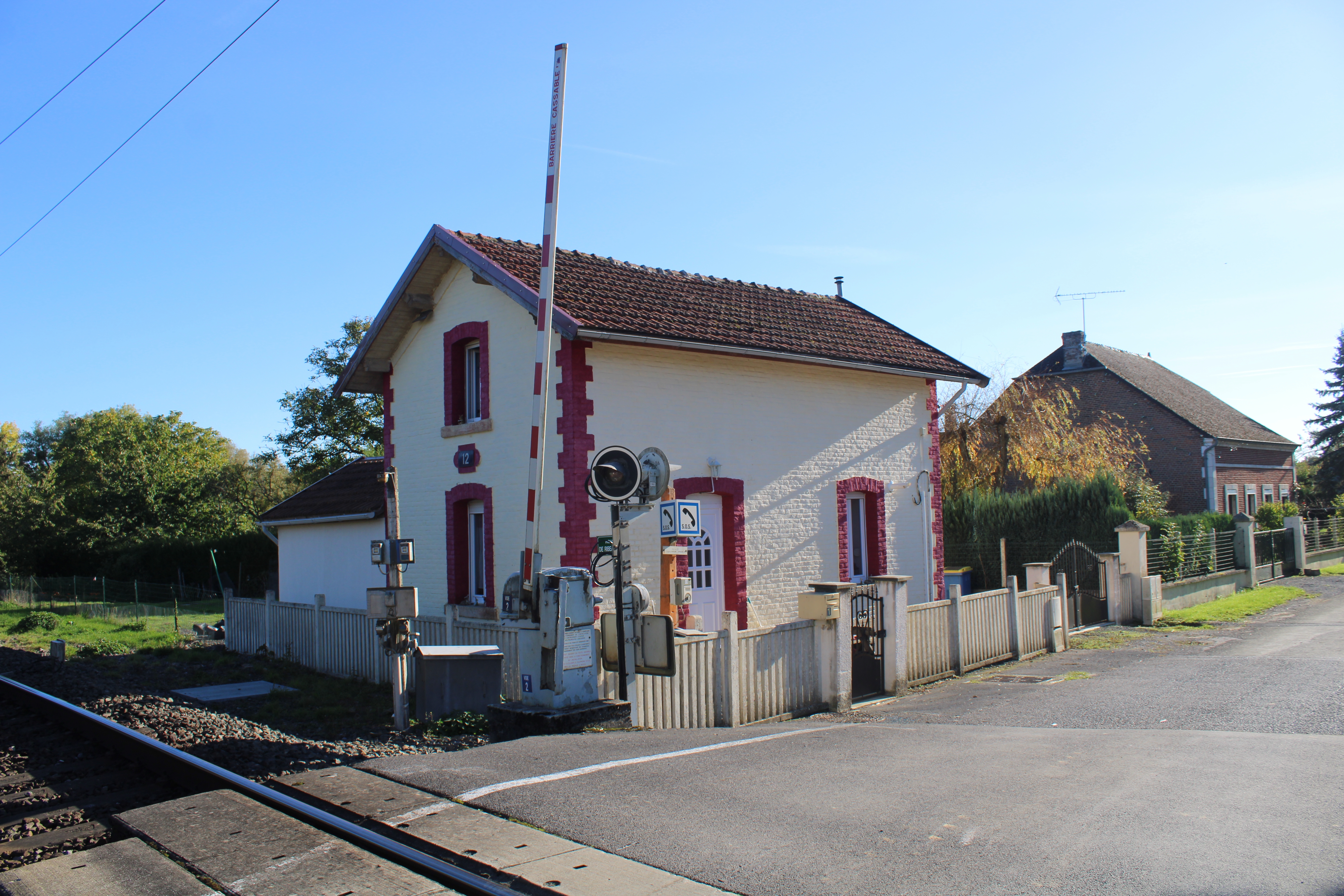
Passage à niveau et ancienne maison du garde barrière sur la ligne d'Hirson à Liart.

Logny-lès-Aubenton est traversé par la D 38 qui relie Aubenton à Hannappes.

La ligne de chemin de fer d'Hirson à Liart traverse également le village. Un passage à niveau permet de franchir la Rue de Ribeauvillé.

## Toponymie
Le village est cité pour la première fois en l'an 1258 sous le nom de Loognis, puis Longnis en 1261 dans une charte du chapitre de la cathédrale de Laon. Le nom évoluera encore de nombreuses fois en fonction des différents transcripteurs:   Lonnis, Lonnys, Longny, Longni, Longni-les-Aubenton, Longny-les-Aubenton en 1765 et enfin la dénomination actuelle Logny-lès-Aubenton  au XIXè siècle.
La préposition « lès » permet de signifier la proximité d'un lieu géographique par rapport à un autre lieu. En règle générale, il s'agit d'une localité qui tient à se situer par rapport à une ville voisine plus grande. La commune de Logny indique qu'elle se situe près de Aubenton.

## Histoire
- 958 - Le village de Logny est cédé à Saint-Michel partie par vente, partie par donation[22].
- Août 1274 – Arrangement entre Saint-Michel et Saint Nicaise de Reims au sujet des limites de Logny.

Logny faisait partie de la généralité de Châlons, des bailliage, élection et diocèse de Reims.

### Seigneurs de Logny
- 12.., Dreux de Logny, chevalier.
- 1215, Jean, son fils, chevalier.
- 1256, Pierre de Logny.
- 1626, Jean d'Aguisy, seigneur de Mainbresson et Logny. Femme Marie de Beffroy.
- 1637, Pierre de Beffroy, seigneur de la Grève et Logny. Femme Nicole de Sandras.

## Politique et administration

### Découpage territorial
La commune de Logny-lès-Aubenton est membre de la communauté de communes des Trois Rivières, un établissement public de coopération intercommunale (EPCI) à fiscalité propre créé le 29 décembre 1995 dont le siège est à Buire. Ce dernier est par ailleurs membre d'autres groupements intercommunaux.
Sur le plan administratif, elle est rattachée à l'arrondissement de Vervins, au département de l'Aisne et à la région Hauts-de-France. Sur le plan électoral, elle dépend du  canton d'Hirson pour l'élection des conseillers départementaux, depuis le redécoupage cantonal de 2014 entré en vigueur en 2015, et de la troisième circonscription de l'Aisne  pour les élections législatives, depuis le dernier découpage électoral de 2010.

### Administration municipale
Le nombre d'habitants de la commune étant inférieur à 100, le nombre de membres du conseil municipal est de 7.

#### Liste des maires
| Période                                  | Période                       | Identité         | Étiquette | Qualité                                    |
| ---------------------------------------- | ----------------------------- | ---------------- | --------- | ------------------------------------------ |
| Les données manquantes sont à compléter. |                               |                  |           |                                            |
| avant 1981                               | ?                             | Pierre Lefèvre   |           |                                            |
| mars 2001                                | mars 2008                     | Michel Canon     |           |                                            |
| mars 2008                                | avril 2014                    | Pascal Brunois   |           |                                            |
| avril 2014                               | En cours (au 12 juillet 2020) | Philippe Lefèvre | DVD       | Agriculteur Réélu pour le mandat 2020-2026 |

## Démographie
L'évolution du nombre d'habitants est connue à travers les recensements de la population effectués dans la commune depuis 1793. Pour les communes de moins de 10 000 habitants, une enquête de recensement portant sur toute la population est réalisée tous les cinq ans, les populations de référence des années intermédiaires étant quant à elles estimées par interpolation ou extrapolation. Pour la commune, le premier recensement exhaustif entrant dans le cadre du nouveau dispositif a été réalisé en 2005.

En 2022, la commune comptait 83 habitants, en évolution de +12,16 % par rapport à 2016 (Aisne : −1,97 %, France hors Mayotte : +2,11 %).
| 1793 | 1800 | 1806 | 1821 | 1831 | 1836 | 1841 | 1846 | 1851 |
| ---- | ---- | ---- | ---- | ---- | ---- | ---- | ---- | ---- |
| 186  | 177  | 173  | 200  | 226  | 237  | 214  | 244  | 256  |

| 1856 | 1861 | 1866 | 1872 | 1876 | 1881 | 1886 | 1891 | 1896 |
| ---- | ---- | ---- | ---- | ---- | ---- | ---- | ---- | ---- |
| 255  | 236  | 255  | 225  | 245  | 246  | 218  | 190  | 200  |

| 1901 | 1906 | 1911 | 1921 | 1926 | 1931 | 1936 | 1946 | 1954 |
| ---- | ---- | ---- | ---- | ---- | ---- | ---- | ---- | ---- |
| 191  | 160  | 144  | 123  | 150  | 150  | 120  | 139  | 155  |

| 1962 | 1968 | 1975 | 1982 | 1990 | 1999 | 2005 | 2006 | 2010 |
| ---- | ---- | ---- | ---- | ---- | ---- | ---- | ---- | ---- |
| 125  | 106  | 90   | 70   | 82   | 73   | 75   | 75   | 77   |

| 2015 | 2020 | 2022 | - | - | - | - | - | - |
| ---- | ---- | ---- | - | - | - | - | - | - |
| 75   | 82   | 83   | - | - | - | - | - | - |

## Lieux et monuments
Logny n'a pas de monument aux morts.
- Église fortifiée Saint-Rémi, inscrite monument historique par arrêté du 14 juin 1989[33].

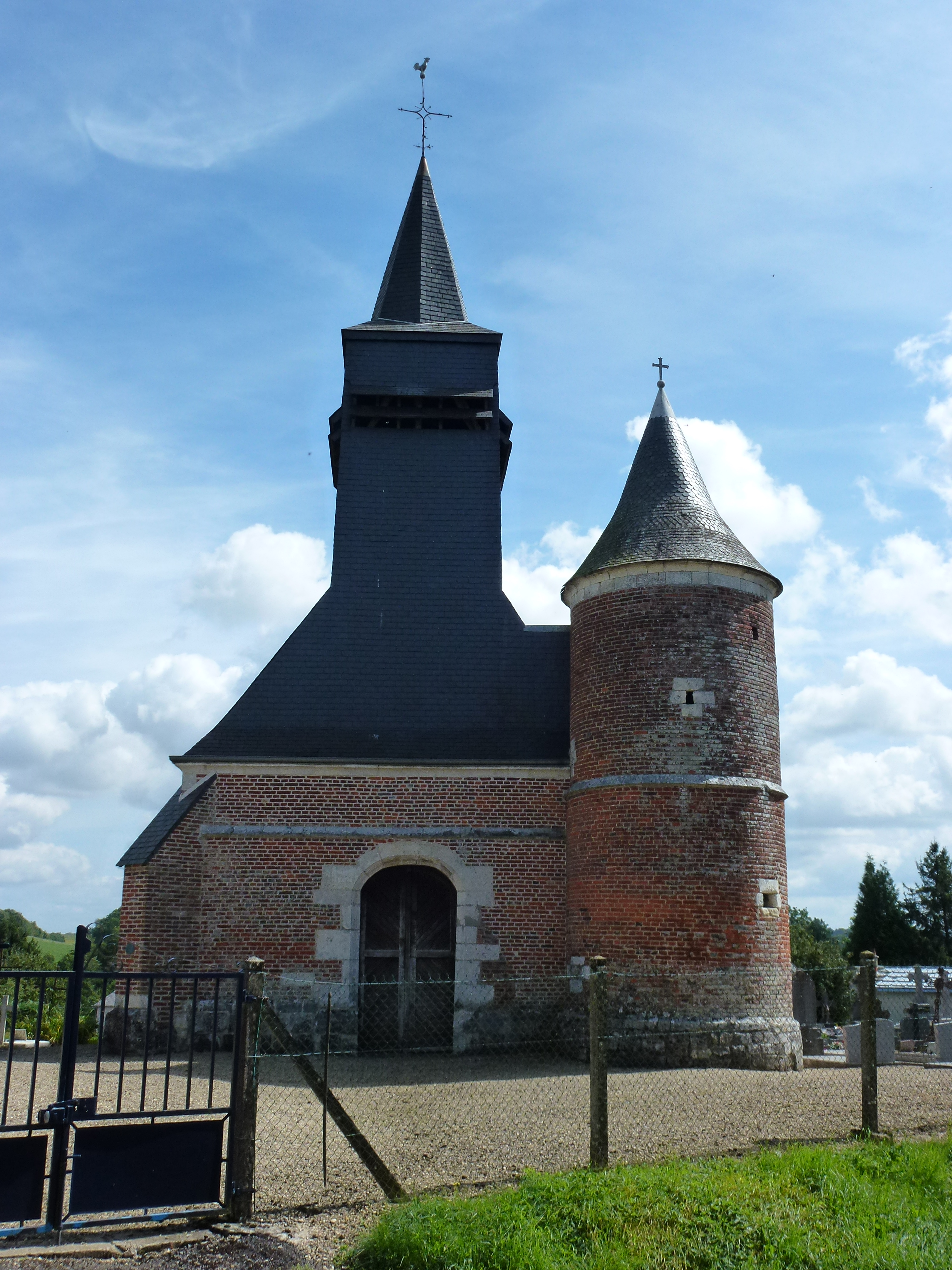
L'église Saint-Rémi.

## Personnalités liées à la commune
- Jean de Logny, abbé de Chaumont en 1266.